# Джильї Леонардо
Леона́рдо Джи́льї (італ. Leonardo Gigli; трапляється також помилкова транскрипція «Джиглі»)  — італійський хірург і акушер. Відомий запропонованим ним хірургічним інструментом — «пилкою Джильї».

## Біографія
Джильї народився 30 квітня 1863 року у місті Сесто-Фьорентіно. Після школи він вступив до університету у Флоренції, отримавши фах хірурга у 1889. Спочатку працював асистентом у дитячій хірургії, а у листопаді того ж року став асистентом хірурга у галузі акушерства й гінекології у Флоренції під проводом професора Доменіко Кіари (італ. Domenico Chiara).
Після смерті Кіари у 1891 році Джильї залишає Італію. Він працює в Парижі у Стефана Тарньє, потім їде до Лондона, і нарешті опиняється у Вроцлаві, де його керівником став професор Генріх Фріч (листопад 1892- червень 1893). Можливо, там він працював асистентом і в іншого відомого хірурга Яна-Мікулича-Радецького. Саме у Вроцлаві йому спала на думку ідея дротяної пилки. У липні 1893 і у жовтні 1894 року у «Щорічнику Акушерства й Гінекології», що виходив у Мілані, Джильї описує цей інструмент та його використання для латеральної пубіотомії (розпиляння лобкової кістки) — операції, застосовуваної під час важких пологів.
Повернувшись до Флоренції у березні 1894, він працює у лікарні Санта-Марія Нуова, де продовжує впроваджувати у практику свою операцію зі застосуванням дротяної пилки, незважаючи на відсутність підтримки колег. Окрім пубіотомії, Джильї пропонує використовувати свою пилку для розпиляння інших кісток, зокрема, кісток черепа (у 1897). Того ж року як інструмент саме для краніотомії описує «пилку Джильї» професор Альфред Обалінський з Кракова.
У 1899 Джильї стає директором лікарні Санта-Марія Нуова. Він залишає посаду 1901 року, маючи намір зайнятися приватною практикою і науковою роботою, так і не отримавши кафедри в університеті. Помер Джильї у Флоренції 4 квітня 1908 року від пневмонії у віці 44 років.

## Спадщина
Незважаючи на те, що латеральну пубіотомію («операцію Джильї»), нині проводять нечасто, пилка Джильї продовжує широко використовуватися для ампутацій, розпилів черепних кісток, а також розрізання груднини під час екстреної торакотомії.